# Сибирьковый (виноград)
Сибирько́вый, также известен как Сибирёк — технический (винный) сорт винограда ранне-среднего периода созревания, используемый для производства белых вин. Является донским автохтоном.

## История
История виноградарства на Дону насчитывает как минимум несколько веков. Донские сорта винограда многочисленны и своеобразны, однако единого мнения об их происхождении нет. Тем не менее, их названия, общность морфологических признаков и формирование в разных микрорайонах виноградарства близких групп сортов свидетельствуют о местном происхождении большинства донских автохтонов.
На основании сходства листьев и формы ягод было установлено, что виноград сорта Сибирьковый является естественным сеянцем сорта Пухляковский белый, что впоследствии подтвердилось данными ДНК-анализа. В свою очередь, происхождение Пухляковского достоверно неизвестно. А. И. Потапенко считал, что сорт Пухляковский белый появился на Дону в начале XIX века. С другой стороны, по мнению А. М. Алиева Пухляковский белый был известен на Дону значительно раньше. По данным швейцарского ампелографа Жозе Вуйямо генетический код донских сортов винограда значительно отличается от мировых аналогов, что опровергает распространённую в прошлом теорию о возможном происхождении местных сортов, включая Сибирьковый, от европейских, привезённых казаками, и свидетельствует о полной автохтонности донского виноделия.
Рекомбинантными потомками Сибирькового являются такие сорта как Мускат аксайский и Степняк.

## Описание
Взрослый лист — средней или крупной величины, округлый, часто с обвисающими лопастями, сильнорассечённый, пяти- и реже семилопастный, обычно с широкой тупой средней лопастью. Пластинка листа нижнего яруса обычно сильноволнистая. Черешковая выемка закрытая с глубоко надвигающимися нижними лопастями и эллиптическим небольшим просветом, иногда — открытая, лировидная. Опушение нижней поверхности листа паутинистое различной густоты, с вкраплением довольно густых коротких незаметных щетинок.
Цветок обоеполый, с пятью тычинками. Завязь узкая, овально-коническая с довольно длинным столбиком. Рыльце сравнительно крупное, головчато-цилиндрическое. Клювик короткий, тонкий, косо усечённый и слегка отогнутый в направлении спинной стороны. Халаза крупная, обратнояйцевидная с углублением посередине.
Почки распускаются в конце апреля, цветение происходит в первой декаде июня, созревание ягод — в первой декаде сентября. Период от начала распускания почек до полной зрелости ягод составляет около 130 дней при сумме активных температур 2650—2700°С. Зрелая гроздь — средней или крупной величины (длина до 20 см, масса — 120—140 г), слабоконическая или почти цилиндрическая, часто крылатая — с большим крылом, рыхлая или средней плотности. Ягоды мелкого или среднего размера (длина до 17 мм, ширина 15 мм, масса 1,8-2 г), овальные, зеленовато-белые, к полной зрелости приобретающие жёлтый оттенок. Кожица тонкая, покрытая обильным восковым налётом; мякоть сочная. Семена среднего размера, овальные, бурого цвета. Сахаристость — 16,7-19,7 г/100 см³. Продуктивность куста — 2,5-4,1 кг, урожайность — 90-130 ц/га.
Сорт плохо переносит морозы и засуху. Сильно подвержен заболеванию ложной мучнистой росой, слабее — оидием. Пригоден для культивирования в южном и среднем поясах виноградарства России.

## В виноделии

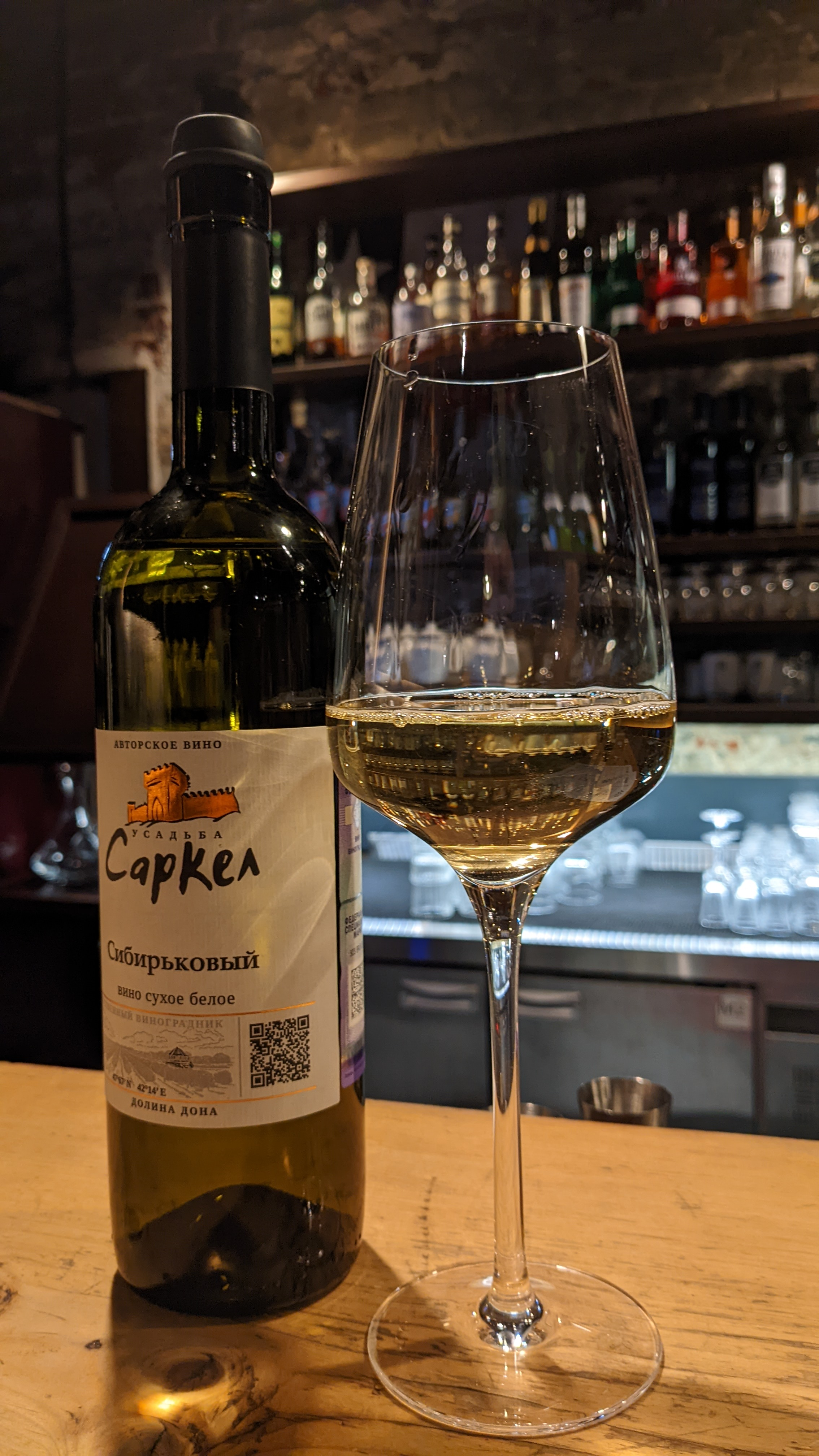
Вино из Сибирькового

Сорт применяется в основном в качестве сырья для производства белых столовых вин, как моносортовых, так и купажированных. Вина из Сибирькового отличаются светло-зеленоватой, блестящей окраской и характерным букетом, включающим ноты чабреца, тимьяна, полевых трав, яблок, цитрусов и персиков. Шампанские свойства виноматериалов из Сибирькового позволяют применять их в купажах при приготовлении игристых вин. Содержание спирта в вине составляет 10-11 %; титруемая кислотность — 6-7 г/л.
Сорт культивируется преимущественно в Ростовской области. Вырабатывается по крайней мере с 1947 года, с 1959 года включён в «Государственный реестр селекционных достижений, допущенных к использованию». В 2021 году вино из купажа Сибирькового и Совиньон-блана было признано лучшим белыми вином России.